# Ветрогенератор
Ветрогенератори или ветроелектране, су врста електрана које користе кинетичку енергију ветра, који је обновљиви извор енергије. Ветрогенератори се састоје из носеће конструкције у облику стуба, ветротурбине, генератора електричне енергије, дела који регулише брзину обртања генератора и излазни напон ветрогенератора и прикључка на неки систем за акумулисање енергије или на електричну мрежу. У Србији је почела озбиљна експлоатација енергије ветра и изградња ветропаркова.
Према подацима из 2020 године, стотине хиљада великих турбина, у инсталацијама познатим као ветроелектране, производиле су преко 650 гигавата енергије, са 60 GW доданих сваке године. Ветротурбине су све важнији извор повремене обновљиве енергије и користе се у многим земљама за смањење трошкова енергије и ослањања на фосилна горива. Једна студија из 2009. године тврди да је ветар, имао „најмање релативне емисије гасова стаклене баште, најмању потрошњу воде и најповољније друштвене утицаје“ у поређењу са фотонапонским, хидро, геотермалним изворима енергије, угљем и гасом.
Мањи ветрогенератори се користе за апликације као што су пуњење батерија и удаљене уређаје као што су саобраћајни знаци упозорења. Веће турбине могу допринети домаћем снабдевању електричном енергијом док продају неискоришћену енергију назад добављачу комуналних услуга преко електричне мреже. Ветротурбине се производе у широком распону величина, са хоризонталним или вертикалним осама, мада су хоризонталне најчешће.

## Историја коришћења енергије вјетра
Енергија садржана у кретању ваздушних маса - ветру одувјек је побуђивала пажњу истраживача, који су жељели да је корисно употријебе. Још су стари Египћани, пре више од пет хиљада година, користили вјетар за покретање бродова на реци Нил. Најстарији познати млинови за мљевење пшенице и другог зрневља пронађени су у Персији (данашњи Иран). Ти млинови су имали лопатице које су изгледале као велика округла весла. Осим за млинове, Персијанци су користили енергију ветра и за пумпање воде. Више векова касније Холанђани су побољшали основну конструкцију вјетрењача, уводећи крила у облику елисе и користећи на њима затегнуто платно. Они су користили вјетрењаче за млевење и испумпавање воде при освајању земље ниже од нивоа мора. Колонисти у Америци су користили вјетрењаче за мљевење жита, вађење воде из дубоких бунара, али и за сечење дрва у стругарама.

### Историја вјетрогенератора
По открићу електромотора и електричног генератора у 19. вијеку, почели су експерименти са производњом електричне енергије. Први модели вјетрогенератора су били мало више од вјетрењача са додатним електричним генератором, који је претварао механичку енергију у електричну.
Сматра се да је први ветрогенератор направио у Кливленду, САД, Чарлс Бруш (Charles Brush) 1888. године. Године 1908. постојале су у САД 72 вјетрогенератори снаге од 5 до 25 киловата. У вријеме Првог свјетског рата, 100.000 мањих вјетрењача за фарме је произвођено сваке године у САД, углавном за пумпање воде. До 1930, мањи ветрогенератори су постале честе на фармама, обезбјеђујући струју за неколико сијалица, радио и друге мање потрошаче. 20-тих година 20. вијека на Криму, на обали Црног мора, подиже се први вишекиловатни вјетрогенератор у Европи.
Коришћење енергије вјетра у производњи електричне енергије је почело да се развија тридесетих година 20. вијека. Тада је почела изградња првих вјетроелектрана – постројења за електромеханичку конверзију енергије ветра. Послије 1930 почела је електрификација руралних дијелова САД, и вјетрогенератори су углавном напуштене због јефтиније струје из развијене електричне мреже. У Европи, електрификација је свуда била централизирана на државном нивоу, и вјетрогенератори су постојале само као експерименти. Спорадична коришћења вјетрењача за разне намене наставља се све до велике енергетске кризе, седамдесетих година 20. вијека. Од 1980. године вјетроенергетика је снажно напредовала, како у инсталираној снази тако и у обиму производње. Током Свјетске конференције о вјетроенергетици у Сан Франциску 1985. године, на оближњој локацији Алтамонт Пас одржана је свјечаност приликом које је струја из вјетрогенератора достигла вриједност енергије која се добија из милион барела нафте. Истовремено се и у Европи, у Немачкој, Италији и Шпанији, креће у освајање вјетроенергетских технологија.
После нафтне кризе 1973, а поготово после 2000, развој се све више убрзава. Цена енергије из ветрогенератора полако пада, а цена енергије из класичних необновљивих извора енергије расте. Све је ово допринело да је количина произведене електричне енергије из вјетрогенератора порасла 5 пута у периоду од 2000. до 2007. године. Од вјетротурбина капацитета 500 кW дошло се до вјетротурбина од 1,0 до 2,5 МW, са пречником ротора од 50 до 90 метара. Данас, вјетроенергетика представља грану енергетике која се најбрже развија, како у погледу технологије, тако и у погледу инсталираних вјетроелектрана у свету.

## Еколошка оправданост вјетроелектрана
Ветар представља неисцрпан еколошки извор енергије и значајан ресурс у производњи електричне енергије, чији глобални потенцијал вишеструко превазилази потребе. Спада у обновљиве и неограничене изворе енергије и не загађује животну средину. При томе, вјетар ствара 200 пута више енергије него што је данас свијету потребно.

## Економска оправданост вјетроелектрана
Искоришћавање енергије вјетра оправдано је и са економског становишта. Вјетротурбине се лако инсталирају, како на копну тако и на мору. Рок изградње једног вјетропарка износи максимално 1-2 године, при чему једна велика вјертротурбина може снабдјевати електричном енергијом око 1.000 домаћинстава. у Данској је, на примјер, 2002. године саграђен вјетропарк са 80 вјетрогенератора који напаја град од 150.000 становника. Енергија вјетра се показала као најозбиљнији обновљив извор енергије при достигнутом развоју технологије.
У прилог већем коришћењу  вјетрогенератора иду заједно и економија и екологија. Зависно од броја вјетровитих дана и брзине вјетра изнад прага корисног рада ветрогенератора (између 4 и 5 метара у секунди, односно између 14,4 и 18 километара на сат), већ сада је у неким земљама њихова производна цена конкурентна цени електрана на фосилна горива, док су специфичне инвестиције, осим у случају гаснотурбинске термоелектране. Погонски трошкови вјетрогенератора су незнатни. Учествују у укупној цени произведене енергије са само око 10%, јер нема трошкова горива, већ постоје само трошкови одржавања, персонала, такса, осигурања, пореза и других административних издатака.
Годишњи фактор искоришћења ових електрана реда 10–15%. Око 25% времена у години електрана не може да ради јер је брзина ветра мања од минималне, а око 5% времена јер је већа од максимално дозвољене. Често су вјетровите области доста удаљене од насеља и адекватно развијених дистрибутивних мрежа, па на економију електрана на вјетар доста утичу и трошкови њихове интеграције у електроенергетски систем. Најекономичнија примјена вјетрогенератора је њихово удруживање на погодним локацијама, у такозване вјетропаркове или вјетрофарме. Таква електрана може да има капацитет од неколико МW до неколико стотина МW, који обезбјеђује више десетина ветрогенератора.

## Негативни утицаји на животну средину
Од негативног утицаја вјетроелектране на животну средину најпогубнији резултати односе се на птичији свијет, јер су терени на којима се граде веома често миграторни простор за многе врсте птица. Птице и слијепи мишеви имају честе сударе са лопатицама генератора, јер је познато да је лет већине птица управо у висини ротора или чак испод њега. Како би се заштитиле птице, приликом планирања изградње ветропаркова раде се опсежне студије изводљивости. У оквиру ових студија израђују се мапе осетљивих подручја, које се раде на основу:
- Распрострањености осетљивих врста птица
- Распрострањености ретких врста птица
- Локација подручја концентрација птица
- Локација резервата природе (заштићених подручја, националних паркова и сл.)[7]

Уз негативан утицај на птичији свијет може доћи и до деградације пејзажа, а постоји и могућност загађења земљишта испуштањем уља из вјетрогенератора или трафостаница. Такође се може јавити и потреба за сјечом шуме, како би се изградила траса далековода.

## Ветрогенератори
Електране на ветар користе кинетичку енергију ветра, коју помоћу турбина на ветар претварају у механичку и даље, преко електричних генератора, у електричну енергију. Горњи прага корисног рада ветрогенератора је при брзини вјетра од 4-5 метара у секунди, односно између 14,4-18 километара на сат. Како је праг стартне брзине корисног рада вјетрогенератора релативно висок, очигледно је да је њихова локација, с обзиром на интензитет вјетра и вјероватноћу појаве вјетровитих дана основни фактор економичног коришћења. Граде се на копну (onshore wind farm), али и у приобалном појасу плитких мора (offshore wind farm) гдје дувају јаки и стабилни вјетрови.

### Основни дјелови вјетроелектране
- Ротор вјетротурбине састоји се од одговарајућег броја лопатица спојених на вратило преко једне или више глава.
- Лопатица је део на којем долази до конверзије кинетичке енергије вјетра у кинетичку енергију обртања ротора.
- Глава је део ротора преко којег су лопатице круто или флексибилно повезане с вратилом.
- Вратило служи за пријенос обртног момента од главе до електричног оменторa. На положају његове осе заснива се једна од најважнијих подјела вјетротурбина.
- Вратило турбине је спојено директно на главу, па преузима обртни моменат и цјелокупно радијално и аксијално оптерећење које се преко лежајева преноси на носећу конструкцију: стуб и темељ.
- Преносник или мултипликатор се по правилу изводи као зупчанички и служи за довођење брзине обртања ротора на вриједност коју захтјева електрични генератор.
- Вратило оментор служи за погон електричног оменторa и по правилу не преноси оптерећење.
- Електрични генератор служи за претварање кинетичке енергије обртања вратила у електричну енергију и представља крајњи елемент конверзије енергије у вјетроелектрани.[6]

### Подјела ротора вјетротурбина
Према аеродинамичком ефекту:
- Ротори са отпорним дјеловањем
- Ротори са узгонским дјеловањем

Према положају вратила, односно оси ротације:
- Ротори са хоризонталном осовином
- Ротори са вертикалном осовином

Према брзини обртања:
- Ротори са промјењивом брзином обртања
- Ротори са константном брзином обртања[6]

## Вјетрогенератори са вертикалном осовином
Заједничка особина вјетрогенератора ове конструкције је што је оса ротације пропелера или турбине вертикална.
Предности ветрогенератора са вертикалном осовином:
- једноставне су за израду
- велики обртни момент
- издржљиве
- већина без потребе да се окрећу у правцу ветра, непотребан механизам за ту сврху
- лакше за одржавање него ветроелектране са хоризонталном осовином, јер је генератор близу тла

Недостаци ветрогенератора са вертикалном осовином:
- мања ефикасност од ветрогенератора са хоризонталном осовином
- за производњу електричне енергије, већи степен механичког преноса потребан због мање брзине ротације него ветрогенератора са хоризонталном осовином

У данашње вријеме долази до раста интересовања за ову врсту монтаже због наведених предности и за ветрогенераторе. Ово се посебно односи на мање аматерске инсталације.
Према принципу рада и начину извођења се ветрогенератори са вертикалном особином деле на:
- анемометар - једноставна справа за мерење брзине ветра, са шупљим полукуглама за „хватање“ ветра
- Савониус (Savonius) турбина
- Дариус (Darrieus) турбина

и друге врсте, којима је заједничко то што им је осовина вертикална.

## Ветрогенератори са хоризонталном осовином
У данашње време најраширенији тип ветрогенератора за велике снаге је управо са хоризонталном осовином.
Предности ветрогенератора са хоризонталном осовином:
- постављају се на већим висинама где су и брзине ветра веће
- нешто боље ефикасности од већине ветрогенератора са вертикалном осовином
- могућност мењања нападног угла елисе (повећава ефикасност и олакшава регулацију брзине)

Недостаци ветрогенератора са хоризонталном осовином:
- скупи торњеви веће висине
- вибрације при раду
- потреба за непрекидним усмеравањем осовине у ветар
- сложеност конструкције
- скупо одржавање високих стубова и генераторског склопа на великој висини

### Дијелови ветрогенератора са хоризонталном осовином
- Носећа конструкција у облику стуба
- Ветротурбина (елиса, пропелер)
- Механички пренос, који подиже малу брзину ротације елисе на већу, потребну за генератор
- Генератор електричне енергије
- Део који регулише брзину обртања генератора и излазни напон
- Прикључак на систем за акумулисање енергије или на електричну мрежу

## Прорачун добијене механичке снаге
Прорачун је исти као и за обичну ветрењачу, пошто је разлика тек у каснијем степену претварања енергије.
Снага која је пренета на ротор ветрогенератора је пропорционална површини коју покрива ротор, густини ваздуха и кубу (трећем степену) брзине ветра.
Дакле теоретска корисна снага је:
{\displaystyle P={\begin{matrix}{\frac {1}{2}}\end{matrix}}\alpha \rho \pi r^{2}v^{3}},
гдје
- P = снага у W,
- α = фактор искоришћења,
- ρ = густина ваздуха у Kg/m³,
- r = радијус турбине у m, и
- v = брзина ваздуха у m/s.

Пошто ротор (елиса) узима енергију од ваздуха, брзина ваздуха пада. Алберт Бец, немачки научник, је установио 1919. да ветрењача може да искористи највише 59% од теоретске енергије ветра.
Као пример:
Рецимо да је 15 °C на нивоу мора и густина ваздуха је 1.225 Kg/m³. Ветар брзине 8 m/s (28.8 Km/h) кроз ротор дијаметра 100 m ће пронети 77000 Kg ваздуха кроз простор кракова ротора ветрогенератора.
Укупна снага је 2.5 MW, али само 1.5 MW може да се искористи због Бецовог закона. Добијена механичка енергија се даље претвара у електричну у електричном генератору, па је излазна електрична снага још умањена.

## Поређење са другим изворима напајања

### Предности
Ветротурбине су један од најјефтинијих извора обновљиве енергије заједно са соларним панелима. Како је технологија потребна за ветротурбине наставила да се побољшава, цене су такође падале. Поред тога, тренутно не постоји конкурентно тржиште за енергију ветра (иако ће га можда постојати у будућности), јер је ветар слободно доступан природни ресурс, од чега је већина неискоришћена. Главни трошак малих ветротурбина је процес куповине и инсталације, који у просеку износи између 48.000 и 65.000 долара по инсталацији. Обично, укупна количина прикупљене енергије износи више од цене турбина.
Ветротурбине обезбеђују чист извор енергије, користе мало воде, не емитују гасове стаклене баште и не емитују отпадне производе током рада. Преко 1.400 t (1.500 short tons) угљен-диоксида годишње може се елиминисати коришћењем турбине од једног мегавата уместо једног мегавата енергије из фосилног горива.

### Недостаци
Ветротурбине могу бити веома велике, достижући преко 140 m (460 ft) висине и са лопатицама дугим 55 m (180 ft) и људи су се често жалили на њихов визуелни утицај.
Утицај енергије ветра на животну средину укључује утицај на дивље животиње, али се може ублажити ако се примене одговарајуће стратегије. Хиљаде птица, укључујући ретке врсте, убиле су лопатице ветротурбина, иако ветротурбине релативно безначајно доприносе антропогеној смртности птица. Ветроелектране и нуклеарне електране одговорне су за између 0,3 и 0,4 угинућа птица по гигават-сату (GWh) електричне енергије, док су електране на фосилна горива одговорне за око 5,2 смртних случајева по GWh. Ради поређење, конвенционални генератори на угаљ доприносе знатно више смртности птица. Једна студија о забележеним популацијама птица у Сједињеним Државама од 2000. до 2020. године показала је да присуство ветротурбина није имало значајан утицај на бројност популација птица.
Енергија коју користе ветрогенератори је променљива и није „отпремни“ извор енергије; њена доступност зависи од тога да ли ветар дува, а не да ли је потребна струја. Турбине се могу поставити на гребене или литице како би се максимизовао њихов приступ ветру, али то такође ограничава локације на којима се могу поставити. У овом погледу енергија ветра није нарочито поуздан извор енергије. Међутим, може да буде део енергетског микса, који такође укључује енергију из других извора. Такође се развија технологија за складиштење вишка енергије, која онда може да надокнади све недостатке у залихама.
Ветротурбине имају трепћућа светла која упозоравају авионе, да би се избегли судари. Становници који живе у близини ветроелектрана, посебно они у руралним областима, жалили су се да трепћућа светла представљају досадан облик светлосног загађења. Приступ ублажавању светлосног загађења укључује примену система за детекцију авиона (ADLS) помоћу којих се светла укључују само када ADLS-ов радар детектује летелице унутар прагова висине и удаљености.

## Галерија ветропаркови
- Крново ветропарк, Дурмитор, Црна Гора
- Ветропарк Можура изнад Улцињске солане
- Ветропарк у Немачкој околина Верштата
- Ветрогенератор у Голубачкој клисури на Румунској страни